# José Mena (Fußballspieler)
José Mena (* 2. Februar 1989 in San José), mit vollständigen Namen José Antonio Mena Alfaro, ist ein costa-ricanisch-guatemaltekischer Fußballspieler.

## Verein
José Mena erlernte das Fußballspielen in der Jugendmannschaft von CD Saprissa. Hier unterschrieb er 2009 auch seinen ersten Profivertrag. Der Verein aus San Juan de Tibás spielte in der ersten Liga, der Liga de Fútbol de Primera División. Nach 57 Erstligaspielen wechselte er im September 2012 nach San Isidro de El General zum Ligakonkurrenten AD Municipal Pérez Zeledón. Hier stand er bis Ende des Jahres unter Vertrag. Für Pérez Zeledón absolvierte er 13 Spiele in der ersten Liga. Im Januar 2013 ging er nach Asien. Hier unterschrieb er in Thailand einen Vertrag bei Bangkok Glass. Mit dem Verein aus Pathum Thani spielte er in der ersten Liga, der Thai Premier League. 2013 stand er mit dem Erstligisten im Finale des FA Cup. Das Endspiel gegen Buriram United verlor man mit 3:1. Mitte 2014 wurde sein Vertrag mit BG aufgelöst. Von Juli 2014 bis Dezember 2014 war er vertrags- und vereinslos. Am 1. Januar 2015 nahm ihn der costa-ricanische Erstligist UCR FC unter Vertrag. Nach zwei Jahren und 73 Spielen für Universitarios unterschrieb er am 1. Januar 2017 einen Vertrag beim ebenfalls in der ersten Liga spielenden CS Herediano. Für den Verein aus Heredia absolvierte er zehn Erstligaspiele. Im Juli 2017 zog es ihn nach Guatemala. Hier schloss er sich dem Antigua GFC an. Der Verein aus Antigua Guatemala spielte in der höchsten Liga, der Liga Nacional de Guatemala. Dort wurde er bisher zweimal Meister und erreichte mit dem Team 2020 das Achtelfinale der CONCACAF Champions League.

## Nationalmannschaft
Von 2010 bis 2016 spielte José Mena neunmal für die A-Nationalmannschaft von Costa Rica.

## Erfolge
- Costa-Ricanischer Meister: Verano 2010, Verano 2017
- Guatemaltekischer Meister: Apertura 2017, Clausura 2019